# ダンツィヒ攻囲戦 (1734年)
ダンツィヒ攻囲戦（英語: Siege of Danzig）はポーランド継承戦争中の1734年、ロシア軍がポーランド＝リトアニア共和国のダンツィヒ（現在のグダニスク）を攻囲し、占領した攻城戦である。それはフランスとロシアが初めて戦場で対峙した戦いとなった。

## 背景

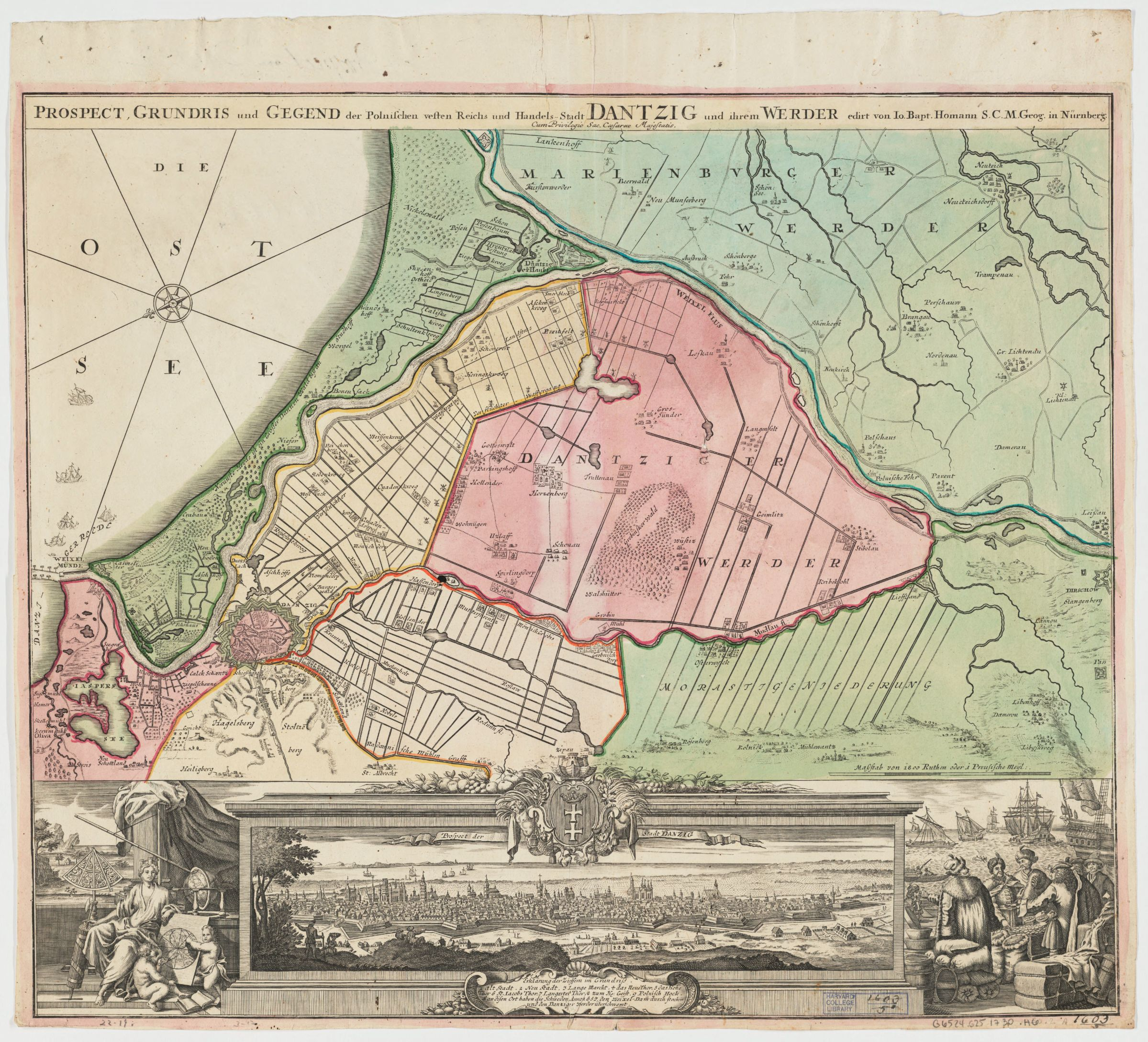
ダンツィヒとその周辺を描いた18世紀初頭の絵画。

1697年以降、ほとんどの期間をポーランド王として君臨してきたザクセン選帝侯アウグスト2世は1733年2月1日、ポーランド王位の後継者を巡る争いの中で薨去した。大北方戦争後の1705年から1709年にわたって短期間、王座に就いていたスタニスワフ・レシチニスキはポーランド貴族と民衆、娘のマリー・レクザンスカが国王ルイ15世に嫁いでいたフランス、そして治世の初期も彼を支援していたカール12世統治下のスウェーデンから広範な支持を受け、1733年9月10日の選挙でポーランド国王に選ばれた。より干渉しやすい君主を望んでいたロシア、ハプスブルク君主国とザクセンはこの選出に反対する。1733年8月、ロシアは軍をポーランドに派遣し、まず選挙に影響を及ぼそうとしたが、後にワルシャワでわずか2,000名の兵を率いていたスタニスワフを、ダンツィヒへの撤退に追い込んだ。そこで彼はポーランド大司教テオドール・アンジェイ・ポトツキやフランス、スウェーデンの大臣を含む抵抗軍とともに籠城し、フランスから約束された援軍を待ち受けた。9月30日にはピーター・ラシー率いるロシア軍20,000名がワルシャワに到着し、10月6日には最初の選挙で異議を唱えた少数の選挙人から構成される二回目の選挙が実施され、アウグスト3世が国王に選出される。

## 前哨戦
フランスは資金と軍事力の両面で、ポーランドの王位獲得に向けたスタニスワフの努力を支援することに同意したものの、対立を避けてきた中立国、イギリス及びネーデルラントの介入を招きかねなかったため不服ながら、バルト海へ艦隊を派遣した。1733年、フランスの補助金がダンツィヒに送られ、同市の軍司令官であったビッティンクホーフェン将軍によってロシア、ザクセンとオーストリアの軍事行動に先んじ、町の防衛力を強化するために使用された。また町に配備された正規兵4,500名と並んで防衛を支えるべく、スタニスワフの支持者が多数、現地で召集された民兵団に参加している。
スタニスワフの抵抗軍の支持者に対処する必要があったラシー将軍は、12,000名を率いてダンツィヒへ進軍し、1734年2月22から攻囲戦を開始した。攻城戦に向けた適切な装備の欠如や冬という季節のため、当初の攻囲は不活発であり、ロシア軍は包囲網の内外から抵抗軍が仕掛けてきた小競り合いへの対処を迫られている。

### 最初のフランス艦隊の到着
ルイ15世の宰相、枢機卿フル―リーはスタニスワフを支援するべく、バルト海へ小規模な艦隊を派遣した。1733年8月31日、ブレストを出発した14隻の艦隊（兵員1,500名を収容した輸送船9隻と護衛のフリゲート5隻）は9月20日、コペンハーゲンに到着する。しかし、この艦隊はスタニスワフが何らかの支援を必要としていることが明らかになる前に、フランスの駐コペンハーゲン公使、プレロ伯ロベール・イッポリト・デュ・ブレアンの反対で呼び戻されている。

## 攻囲戦

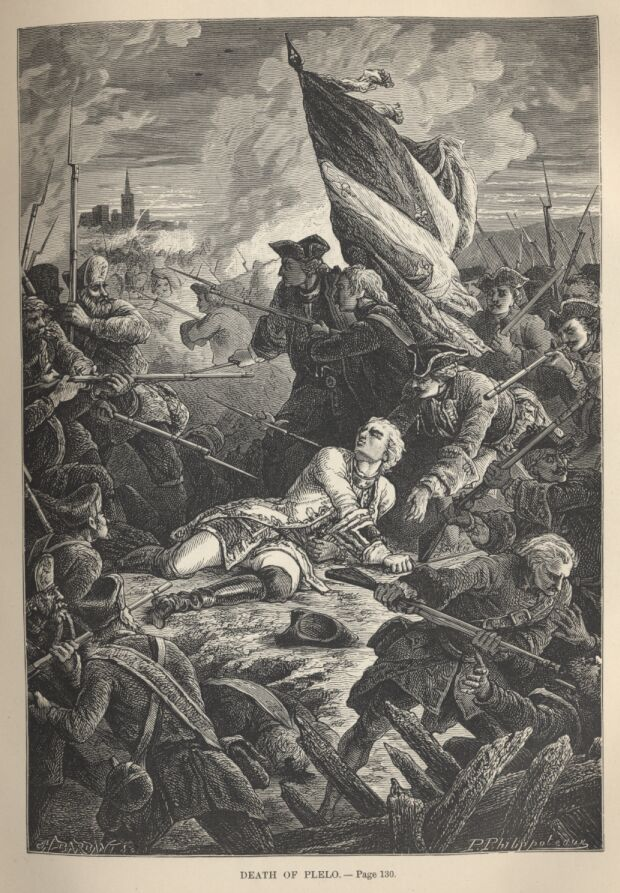
プレロ伯の最期を描いた版画。

3月17日、ミュンニヒ将軍が援軍15,000名（いくつかの史料によれば、これで攻囲軍は60,000名に増強された）とともに到着し、攻囲戦の指揮を引き継いだ。ロシア軍はいくらか前進を果たしたが、それも大砲が不足していたため限定的であった。あるスタニスワフの支持者、アダム・タルウォは8,000名を率い、解囲を試みた。しかし、彼らはベレントの町（現在のコシュチェジナ）の近くで、包囲網から派遣されたラシー指揮下の分遣隊から奇襲を受け、追い払われた。5月に重砲とザクセン軍10,000名が到着すると、ロシア軍はヴィスワ川の河口にあったゾンマーシャンツ砦を占領したが、ハーゲルベルクの攻撃を試みて大きな損害を被り撃退されている。

### 二回目のフランス艦隊の到着
1734年4月、スタニスワフがダンツィヒで封鎖を受けていることがパリに伝わると、救援に向けて二回目の艦隊が編成された。プレロ伯は15,000名から20,000名の軍を要請したが、当初はバライユ代将指揮下の軍艦2隻(「アキレ」と「グロワール」）とラ・モット伯ラ・ペルーズ率いる1,800名が派遣されただけであった。この部隊は5月11日、ヴァイクセルミュンデ要塞に上陸する。4日後、ラ・モット伯は保持が不可能であるとしてその陣地を放棄し、コペンハーゲンに帰還した。そこでプレロ伯は行動の遂行を強く主張し、さらに3隻（「フリュロン」、「ブリヨン」と「ラストレー」）が来援した後、艦隊はダンツィヒに戻り、5月24日に部隊を揚陸する。5月27日、フランス軍とロシア軍との間に記録された初めて戦いにおいて、この部隊はロシア側の塹壕の攻撃を試みるも失敗し、ヴァイクセルミュンデに退却した。この時、プレロ伯は戦死している。6月1日にはトーマス・ゴードン提督率いるロシア艦隊が到着し、さらなる攻城兵器を届ける。この艦隊はフランス軍の陣地を砲撃して大きな損害を与えた。その結果、同軍は二日後に降伏し、ヴァイクセルミュンデ要塞とダンツィヒ港の管理を譲り渡す。バライユ侯はコペンハーゲンに帰還する前、艦隊の2隻をもってロシアのフリゲート、「ミッタウ」を拿捕した。同艦は結局、捕虜となったフランス兵たちと交換されている。

## 降伏
ダンツィヒはロシア軍に8,000名の犠牲を強いた135日間の攻囲の末、無条件で降伏した。ダンツィヒは著しい損害を被った上、戦勝国に賠償金の支払いを求められた。
農民に変装し、スタニスワフは町が降伏する二日前に脱出を果たす。彼はケーニヒスベルクに再び現れ、そこから自らの抵抗軍に向けて声明を発した。その結果、彼の代理となる連盟が結成され、少なくとも40,000名の軍をもってザクセンへ侵攻するようフランスに促すべく、ポーランドの特命全権公使がパリに派遣された。ウクライナでは、ニコラス・ポトツキ伯爵がダンツィヒの周辺で活動するゲリラ、およそ50,000名との連携を通じ、スタニスワフの支援を図る。しかし彼らはロシア軍によって追い散らされ、フランスはさらなる支援を拒否した。1736年1月26日、スタニスワフは正式に自身の要求を取り下げる。
この降伏に続き、ロシア軍の一部はフランスの軍事行動に対し、神聖ローマ帝国を防衛するオーストリアを支援するため、さらに西方のライン川の渓谷へ送られた。ロシア軍は初めてライン川に達し、フランス軍によるさらなる活動を鈍らせるべくその戦場で貢献している。

## 典拠
1. 1 2  Hoburg, p. 13
2. ↑  フランス軍の兵力は文献によって違いがある。最も一般的な数字は1,200名と1,800名である。
3. 1 2  ポーランドの歴史(英語)

- ケンブリッジ近代史（英語）
- 同時代に執筆された1727年から1744年までの、ロシアの回想録（英語）
- ダンツィヒの防衛施設と攻囲戦の歴史（ドイツ語）
- 1734年のダンツィヒ攻囲戦（ドイツ語）
- ルイ15世の時代におけるフランス海兵隊（フランス語）